# Euromajdan
Euromajdan (ukr. Євромайдан, Jewromajdan; od майдан, czyli plac, jako plac Niepodległości w Kijowie) – ruch społeczny związany z falą manifestacji i protestów na Ukrainie, największych od momentu uzyskania niepodległości w 1991 roku. Po raz drugi w ciągu dekady Ukraińcy zaprotestowali przeciwko tej samej osobie – Wiktorowi Janukowyczowi. Pierwszy raz z powodu fałszerstw wyborczych W. Janukowycza (pomarańczowa rewolucja), drugi raz (Euromajdan) protesty rozpoczęły się 21 listopada 2013 ze względu na niepodpisanie umowy stowarzyszeniowej z Unią Europejską przez Janukowycza. Wraz z rozwojem sytuacji postawy manifestantów radykalizowały się, zyskiwały na popularności postulaty usunięcia prezydenta oraz gruntownej zmiany sytuacji w państwie. Sam ruch przekształcił się w ogólnonarodowe protesty.
Brutalna próba stłumienia protestów 30 listopada 2013 przez jednostki specjalne „Berkut” wywołała falę oburzenia i doprowadziła do umasowienia ruchu i protestów. Demonstracje miały miejsce w całym kraju, a centralny plac Kijowa, plac Niepodległości, przekształcił się w miejsce ciągłych wieców protestacyjnych i został nazwany Euromajdanem. Apogeum protestów nastąpiło 1 grudnia 2013, kiedy liczba protestujących w tym mieście dochodziła do 800 tysięcy; potem ustabilizowała się w granicach 50–200 tysięcy. W zachodniej części kraju doszło do zajęcia budynków administracji rządowej i samorządowej przez protestujących, w tym m.in. ratusz w Kijowie. Podobne próby na wschodzie powiodły się w ograniczonym stopniu.
Próba stłumienia protestów przez Wiktora Janukowycza i prorosyjską Partię Regionów w okresie 18–20 lutego 2014 kosztowała życie i zdrowie kilkuset protestujących osób i stała się punktem zwrotnym. Wiktor Janukowycz pod naciskiem opinii publicznej i fali wzburzenia w kraju zdecydował się przywrócić konstytucję z 2004 i przeprowadzić wcześniejsze wybory. 21 lutego milicja została usunięta z ulic Kijowa, a Janukowycz opuścił stolicę. 22 lutego ukraiński parlament usunął go z urzędu, wyznaczając Ołeksandra Turczynowa na pełniącego obowiązki prezydenta. Parlament podjął również decyzję o uwolnieniu Julii Tymoszenko z więzienia.
Euromajdan doprowadził do rewolucji godności w 2014 roku.

## Etymologia
Termin „Euromajdan” po raz pierwszy został użyty jako hasztag na Twitterze. W pierwszym dniu protestów w serwisie zostało utworzone konto o tej nazwie. Termin niedługo później stał się popularny w mediach opisujących wydarzenia. Nazwa składa się z dwóch części: „Euro” to skrót od Europy, natomiast „majdan” odwołuje się do Placu Niepodległości (Majdan Nezależnosti), znajdującego się w centrum Kijowa, na którym miały miejsce najliczniejsze protesty.
Media opisujące wydarzenia związane z Euromajdanem wykorzystywały również termin „ukraińska wiosna”, który odwołuje się do arabskiej wiosny.

## Preludium i przyczyny
W dniu 30 marca 2012 roku w Brukseli została parafowana umowa stowarzyszeniowa Ukrainy z Unią Europejską. Umowa nie została jednak podpisana ze względu na „nieprzestrzeganie zasad państwa prawa” oraz uwięzienie Julii Tymoszenko i Jurija Łucenko. 7 kwietnia 2013 roku prezydent Ukrainy Wiktor Janukowycz ułaskawił Łucenkę oraz pięć innych osób skazanych za przestępstwa urzędnicze. 3 września 2013 roku Janukowycz wezwał parlament do przyjęcia ustaw, dzięki którym Ukraina będzie spełniała warunki niezbędne do uzyskania pozytywnych rezultatów na listopadowym Szczycie Partnerstwa Wschodniego w Wilnie, w tym podpisania umowy stowarzyszeniowej z Unią Europejską.
W połowie sierpnia 2013 Rosja zmieniła swoją politykę handlową w stosunku do Ukrainy, co doprowadziło do spadku ukraińskiego eksportu o 10% rok do roku w okresie między styczniem a październikiem. 14 sierpnia 2013 roku Federalna Służba Celna Rosji zaliczyła ukraińskich eksporterów do grupy ryzyka, co znacznie wydłużyło proces kontroli produktów przewożonych na teren Rosji; krok ten został uznany przez ekspertów za początek wojny handlowej między Rosją a Ukrainą oraz próbę zatrzymania Ukrainy przed podpisaniem umowy stowarzyszeniowej z UE.
21 listopada parlament ogłosił wstrzymanie negocjacji stowarzyszeniowych z racji spadku poziomu produkcji i wymiany handlowej z krajami Wspólnoty Niepodległych Państw. 29 listopada prezydent Ukrainy Wiktor Janukowycz na szczycie Partnerstwa Wschodniego w Wilnie ogłosił, że umowa stowarzyszeniowa nie zostanie podpisana, ponieważ Ukraina ma problemy finansowe i gospodarcze, zastrzegł jednak, że zostaną one wznowione w chwili, gdy Unia Europejska zdecyduje się skompensować ewentualne straty. Na tym samym szczycie umowę stowarzyszeniową parafowały Gruzja i Mołdawia.

## Przebieg protestów

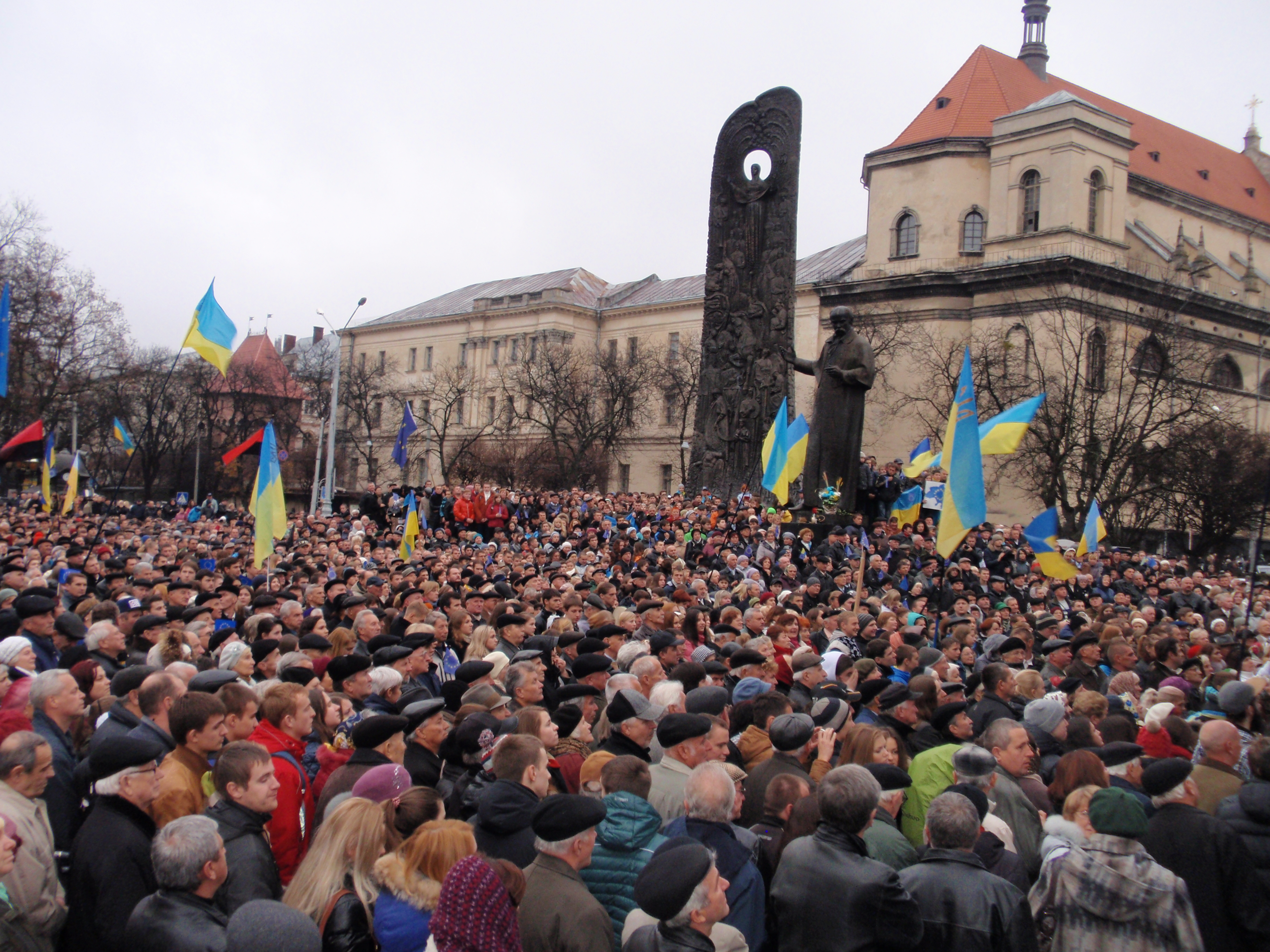
Demonstracje we Lwowie na placu Tarasa Szewczenki 24 listopada 2013

### Listopad 2013
21 listopada 2013 roku prezydent Ukrainy Wiktor Janukowycz odłożył podpisanie umowy stowarzyszeniowej z Unią Europejską, co zapoczątkowało protesty zwolenników integracji z UE. Nocną demonstrację w Kijowie poparły partie opozycyjne.

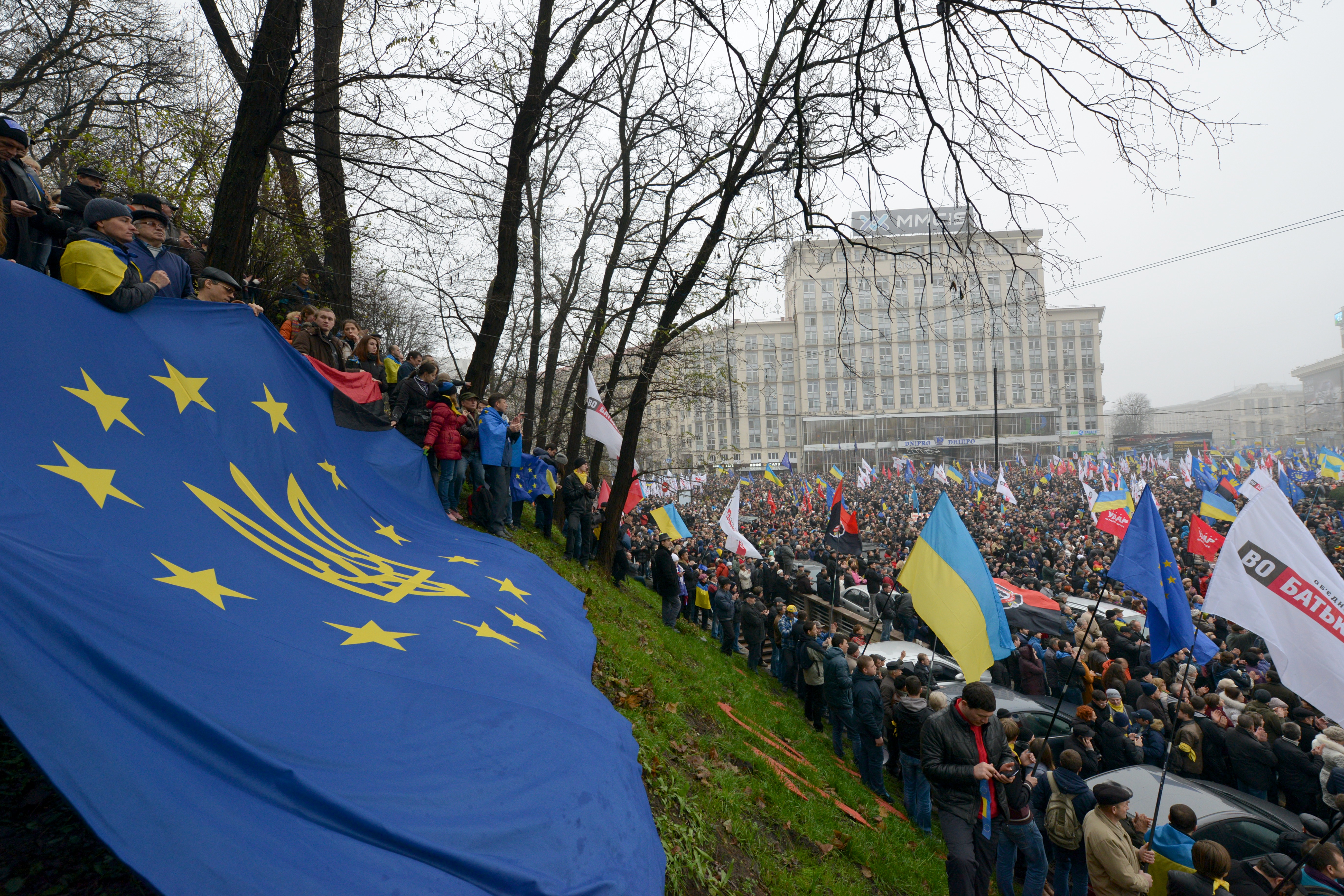
Ponad 100 tys. ludzi podczas demonstracji w Kijowie 24 listopada 2013

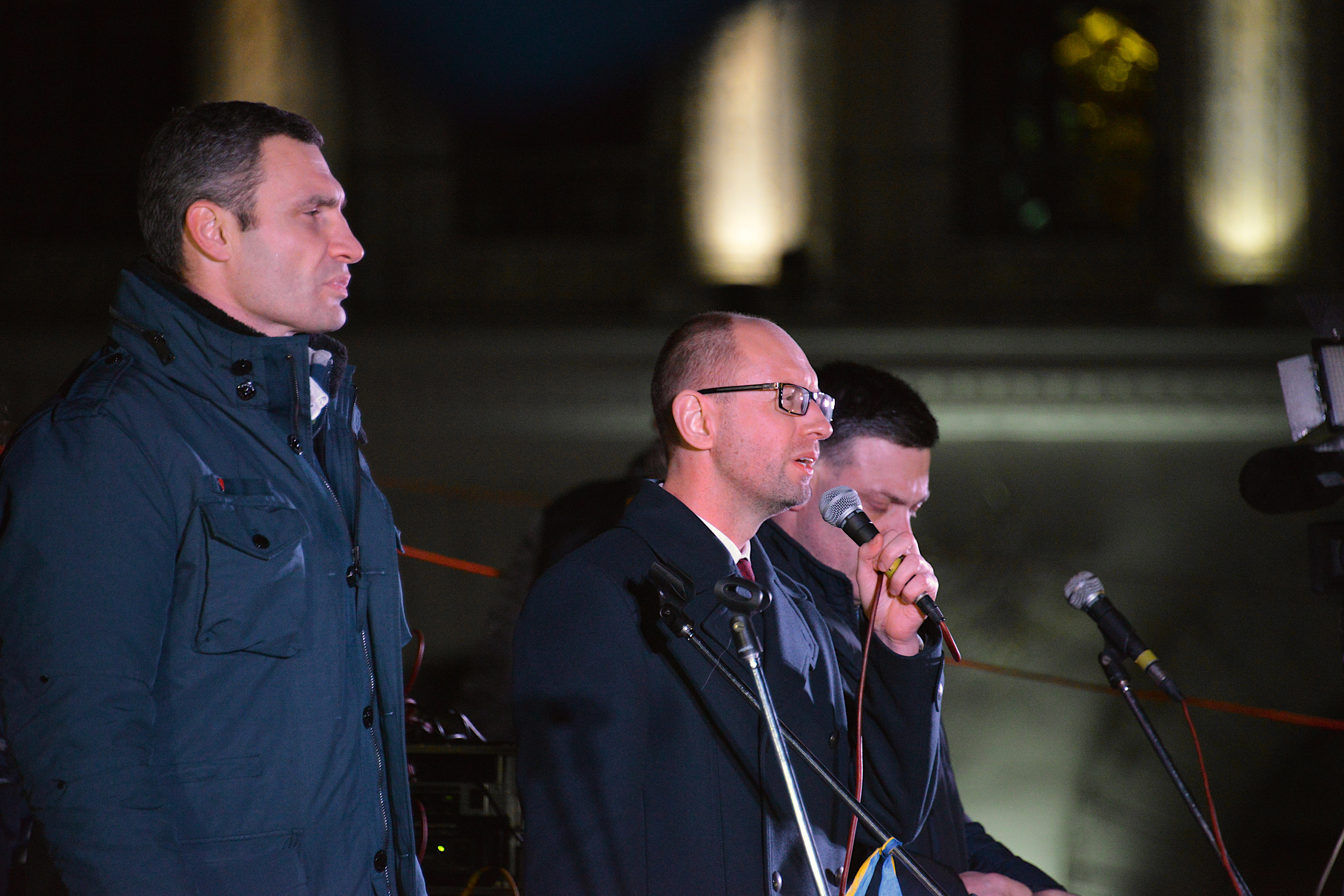
Opozycyjni liderzy: Witalij Kłyczko, Arsenij Jaceniuk i Ołeh Tiahnybok, 27 listopada 2013

24 listopada 2013 roku w Kijowie ponad 100 tysięcy ludzi demonstrowało za integracją Ukrainy z Unią Europejską. Przed siedzibą rządu doszło do przepychanek protestujących z milicją, w wyniku czego użyto gazu łzawiącego.
26 listopada 2013 podczas wieców na Majdanie Niezależności oraz na placu Europejskim jako pierwszy polityk z Unii Europejskiej wystąpił Paweł Kowal, przewodniczący delegacji do komisji współpracy parlamentarnej UE-Ukraina.
29 listopada 2013 roku na polsko-ukraińskim przejściu granicznym w Medyce, Polacy i Ukraińcy stworzyli tzw. żywy łańcuch poparcia dla protestujących w Kijowie. Od 10 do 50 tys. ludzi (według różnych źródeł) demonstrowało w Kijowie przeciwko niepodpisaniu przez władze Ukrainy umowy stowarzyszeniowej z Unią Europejską. Protest odbył się również we Lwowie, gdzie 25 tys. studentów żądało od władz Ukrainy podpisania umowy z UE.
30 listopada 2013 roku specjalne oddziały milicji Berkut brutalnie spacyfikowały koczujących na placu Niepodległości w Kijowie ludzi przy użyciu pałek i gazu łzawiącego; 35 osób zostało zatrzymanych, kilkadziesiąt osób zostało rannych. Milicja tłumaczyła, że przebywający tam ludzie przeszkadzali służbom komunalnym w wieszaniu świątecznych dekoracji. Następnie późnym popołudniem około 10 tys. ludzi uczestniczyło w kolejnym proteście antyrządowym na placu Michajłowskim w Kijowie.

### Grudzień 2013
1 grudnia 2013 roku na placu Niepodległości w Kijowie protestowało od około 200 do 500 tys. osób. Doszło również do starć pomiędzy demonstrantami i milicją. Część protestujących szturmowała budynki rady miasta Kijowa.
W proeuropejskich i antyrządowych protestach w centrum Kijowa wzięło udział nawet kilkaset tys. ludzi,
W wyniku pacyfikacji na Majdan wyszły setki tysięcy oburzonych osób, przy czym wśród nich nie brakowało również przeciwników integracji Ukrainy z UE. W ich trakcie doszło do zamieszek oraz starć z milicją. Według oficjalnych danych 165 osób zostało rannych, a dziewięć zatrzymano. Do stolicy Ukrainy ściągnięto również dodatkowe wojska wewnętrzne MSW.
3 grudnia 2013 parlament Ukrainy nie przyjął wniosku o wotum nieufności wobec rządu Mykoły Azarowa.
4 grudnia 2013 roku szef MSW Witalij Zacharczenko wydał policji zakaz używania siły wobec demonstrantów, natomiast Prokurator Generalny nakazał protestującym natychmiastowe opuszczenie budynków rządowych. W wieczornych protestach wzięło udział kilkadziesiąt tysięcy osób.
8 grudnia 2013 setki tysięcy demonstrantów w Kijowie domagało się dymisji prezydenta Wiktora Janukowycza, który odrzucił ofertę zacieśniania więzi z Unią Europejską. Protestujący obalili stojący w Kijowie pomnik Włodzimierza Lenina. Ponadto Służba Bezpieczeństwa Ukrainy rozpoczęła śledztwo ws. próby przejęcia władzy w państwie.
9 grudnia była premier Ukrainy Julia Tymoszenko wysłała list poparcia dla demonstrantów po obaleniu pomnika Włodzimierza Lenina. Prezydent Wiktor Janukowycz zgodził się na organizację okrągłego stołu, przy którym zasiądą przedstawiciele władzy i opozycji. Natomiast milicja i służba bezpieczeństwa rozpoczęły usuwanie demonstrantów z okolic budynków rządowych. Ponadto funkcjonariusze wkroczyli do siedziby głównej partii opozycyjnej oraz telewizji INTV.
10 grudnia szefowa dyplomacji UE Catherine Ashton spotkała się na Ukrainie z prezydentem Wiktorem Janukowyczem, z którym dyskutowała przez 3,5 godziny na temat sytuacji w kraju. Następnie udała się na kijowski plac Niepodległości, gdzie spotkała z uczestnikami antyrządowych protestów, którzy gorąco ją powitali.
11 grudnia 2013 roku około godziny 1 w nocy milicja Berkut i wojska wewnętrzne MSW rozpoczęły szturm na kijowski Majdan. Starcia trwały ok. 4 godzin, jednak milicja nie używała pałek i gazu, a tylko spychała tłum demonstrantów i rozbierała barykady (zostało rannych kilkanaście osób). Nad ranem dokonano szturmu na kijowski ratusz, jednak atak się nie powiódł i milicja wycofała się z centrum stolicy.
12 grudnia szefowa dyplomacji UE Catherine Ashton oświadczyła, że prezydent Ukrainy Wiktor Janukowycz zamierza podpisać porozumienie w sprawie stowarzyszenia z Unią Europejską. Wicepremier kraju Serhij Arbuzow również poinformował, że wkrótce zostanie podpisana umowa stowarzyszeniowa. Natomiast sztab protestacyjny w Kijowie podał, że w akcji oddziałów Berkutu, do której doszło w nocy z wtorku na środę zostało rannych niemal 80 osób.
13–14 grudnia odbyły się kontrdemonstracje zwolenników prezydenta Wiktora Janukowycza i poparcia dla niepodpisania umowy o stowarzyszeniu z UE. Według organizatorów wzięło w nich udział 200 tys. ludzi, natomiast według mediów – 50 tys.
15 grudnia 2013 Unia Europejska zawiesiła rozmowy z Ukrainą w sprawie podpisania umowy stowarzyszeniowej. Komisarz ds. rozszerzenia UE Štefan Füle oświadczył, że nie doczekał się od wicepremiera Siergieja Arbuzowa jasnej odpowiedzi, czy Kijów chce podpisania umowy. Ponadto na kijowskim placu Niepodległości ponownie zgromadziły się setki tysięcy demonstrantów, chcących dymisji rządu i umowy z UE. Natomiast Partia Regionów zgromadziła ok. 10 tys. ludzi w ramach kontrprotestu. Na Majdanie pojawili się również senatorowie USA: John McCain i Chris Murphy.

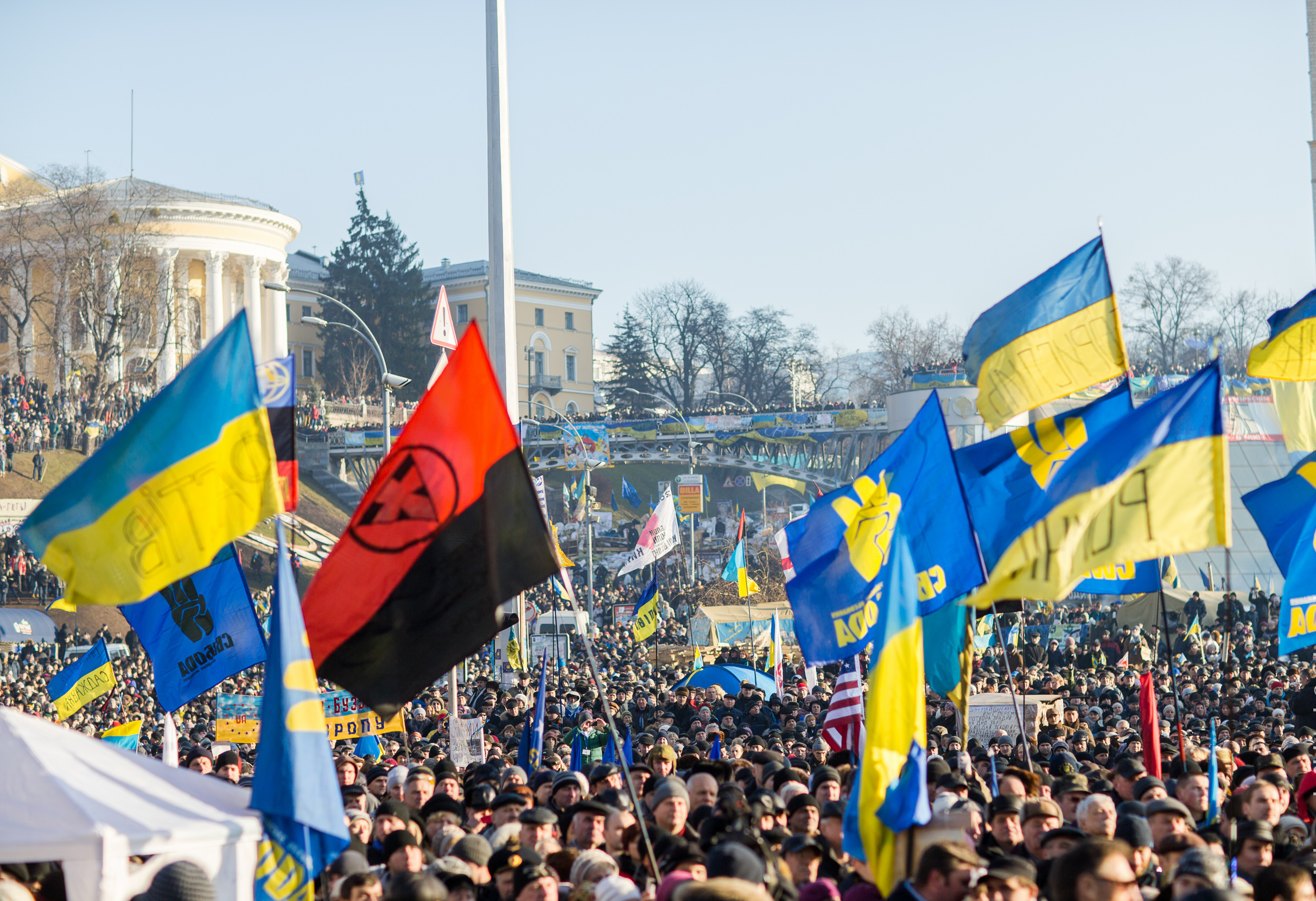
Protesty w Kijowie, 29 grudnia 2013

17 grudnia pomimo masowych protestów prezydent Ukrainy Wiktor Janukowycz spotkał się z prezydentem Rosji Władimirem Putinem w Moskwie, gdzie podpisano porozumienia ws. zniesienia ograniczeń handlowych między dwoma krajami.
19 grudnia Rada Najwyższa Ukrainy wprowadziła amnestię, dzięki której uczestnicy antyrządowych i proeuropejskich protestów w Kijowie zostali zwolnieni od odpowiedzialności karnej.
22 grudnia 2013 roku na kijowskim placu Niepodległości ponownie zebrało się 100 tys. osób, domagających się podpisania umowy stowarzyszeniowej z Unią Europejską oraz wcześniejszych wyborów prezydenckich i parlamentarnych. Na Majdanie ogłoszono również powstanie ponadpartyjnego ruchu społecznego o nazwie „Ogólnonarodowe Zjednoczenie Majdan”. Natomiast Partia Regionów tymczasowo wstrzymała swoje kontrdemonstracje, popierające politykę prezydenta Wiktora Janukowycza.
25 grudnia ukraińska aktywistka i dziennikarka Tetiana Czornowoł została dotkliwie pobita przez niezidentyfikowanych mężczyzn. Władze twierdziły, że był to atak skierowany przeciwko przeciwnikom rządu.
29 grudnia w pobliżu rezydencji prezydenta Wiktora Janukowycza pod Kijowem zebrało się ok. 2 tys. ludzi i około tysiąca samochodów, którzy zablokowali drogę do budynku. Natomiast na placu Niepodległości ponownie zebrało się 20–50 tys. demonstrantów.

### Styczeń 2014

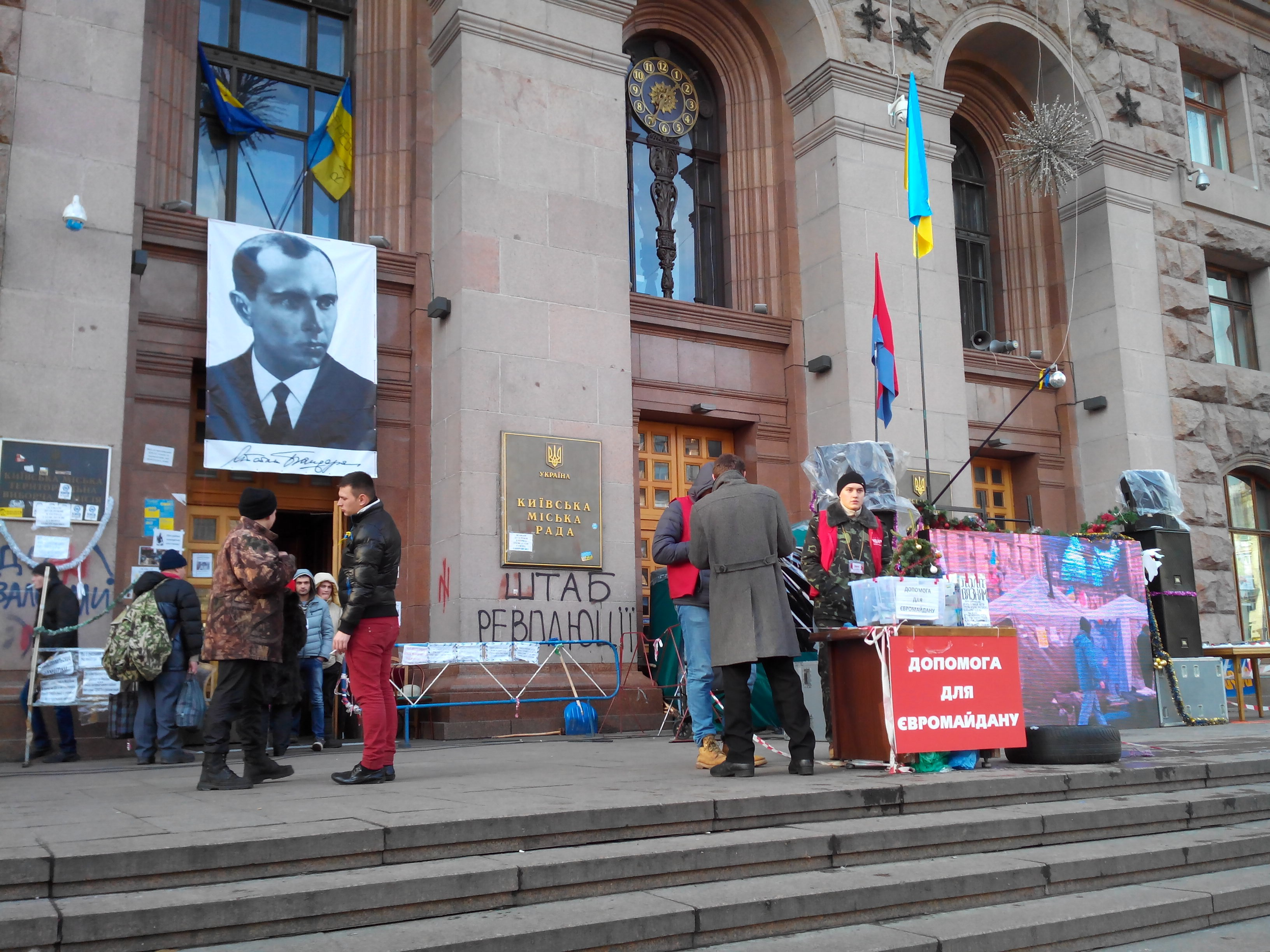
Siedziba „sztabu rewolucji” w Kijowie z portretem Bandery nad wejściem, 14 stycznia 2014

W nocy z 10 na 11 stycznia w Kijowie oddziały specjalne milicji Berkut starły się z opozycjonistami; kilkanaście osób (w tym dawny szef ukraińskiego MSW – Jurij Łucenko) zostało rannych.
16 stycznia Rada Najwyższa przyjęła tzw. ustawy dyktatorskie, czyli zbiór ustaw, mających na celu ograniczenie wolności słowa i zgromadzeń, a przede wszystkim zaostrzały odpowiedzialność karną za udział w demonstracjach niezgodnych z tymi ustawami. Ustawy te, zarówno co do ich materii, jak i formy przyjęcia ich przez parlament, były powszechnie krytykowane przez opozycję, organizacje obrony praw człowieka jak Transparency International czy Freedom House, a także Unię Europejską oraz USA i spowodowały wzmożenie fali protestów w Kijowie.
19 stycznia na terenie Majdanu polska stacja Telewizja Republika zorganizowała koncert, stanowiący wyraz solidarności z manifestantami, pod nazwą „Polska za wolną Ukrainą”, który w trakcie został przerwany ze względów bezpieczeństwa (mieli w nim wystąpić polscy muzycy, m.in. Kasia Kowalska, Paweł Kukiz i Dariusz Malejonek). Tego samego dnia rozpoczęła się również długoterminowa misja obserwacyjna na EuroMajdanie organizowana Fundację Otwarty Dialog.

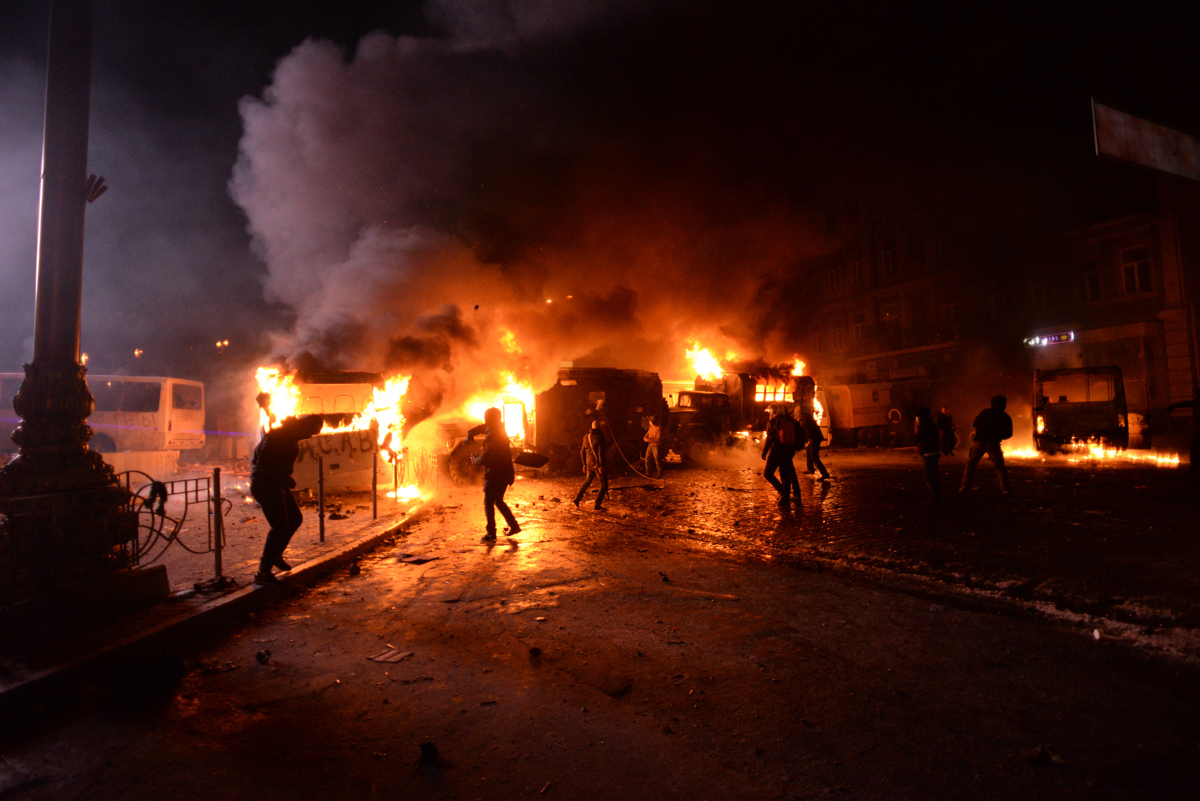
Zamieszki w centrum Kijowa (19 stycznia)

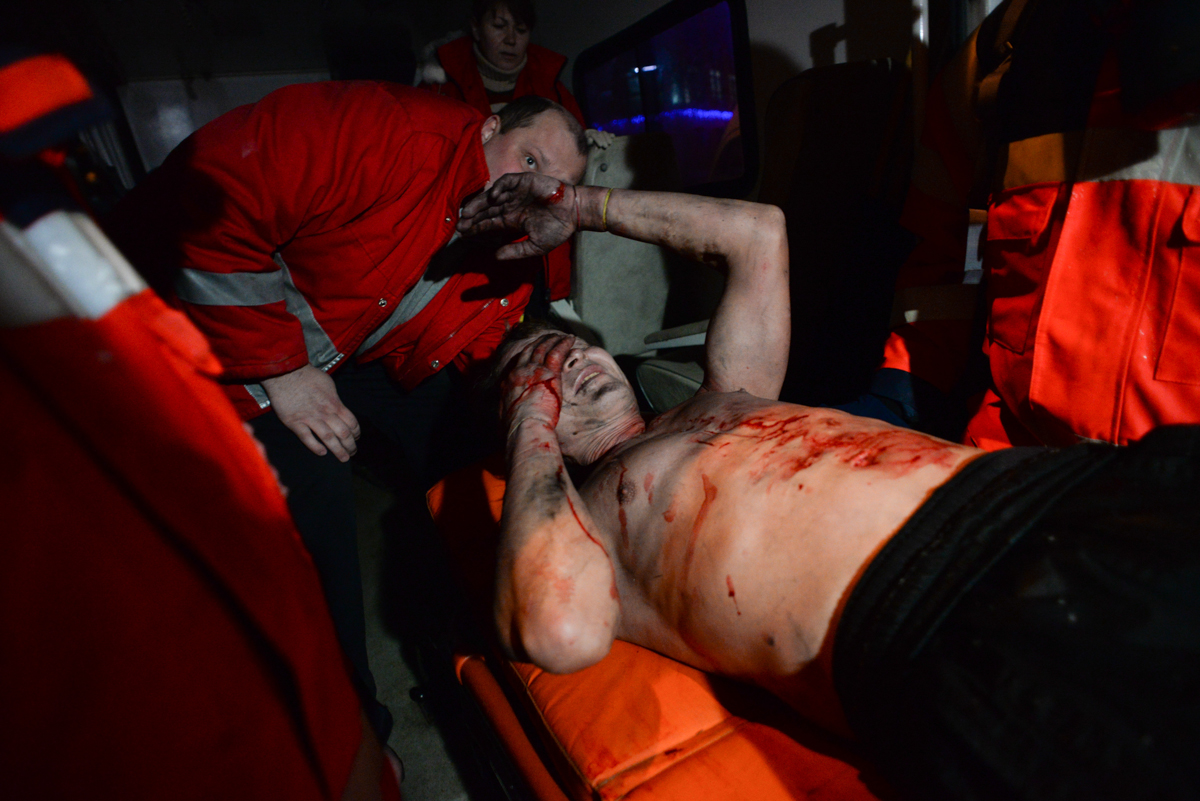
Udzielanie pierwszej pomocy medycznej jednemu z rannych (19 stycznia)

22 stycznia opozycja podała, że podczas zamieszek w Kijowie zginęło 5 osób – w szpitalu zmarł 22-latek, który podczas starć z milicją spadł lub został zrzucony z dużej wysokości, natomiast cztery pozostałe osoby zginęły od kul.
23 stycznia Witalij Kłyczko ogłosił rozejm do godziny 19:00.
24 stycznia 2014 wieczorem został zerwany rozejm. Tego samego dnia zginął wracający ze służby milicjant.
25 stycznia prezydent Wiktor Janukowycz zaproponował Arsenijowi Jaceniukowi stanowisko premiera a Witalijowi Kłyczce wicepremiera i ministra do spraw nauki. Tego samego dnia wieczorem opozycja odrzuciła propozycję prezydenta. We Lwowie deputowani rady obwodowej utworzyli Radę Narodową (pozakonstytucyjny organ ludowy), która uchwaliła zakaz dla działań Sił Zbrojnych Ukrainy i formacji Ministerstwa Spraw Wewnętrznych Ukrainy na terenie obwodu lwowskiego.
26 stycznia protesty objęły również wschodnie rejony Ukrainy. Po południu w Zaporożu miał miejsce szturm 6 tys. demonstrantów na budynek administracji obwodowej, po tym gdy gubernator odmówił podania się do dymisji. Szturm został odparty przez siły MSW, rannych zostało 5 osób. Wieczorem demonstranci zajęli ministerstwo sprawiedliwości. Wieczorem również w Dniepropietrowsku doszło do starć kilku tysięcy protestujących z milicją i współpracującymi z władzą cywilnymi nieformalnymi najemnikami. W starciach obrażenia odniosło wiele osób.
27 stycznia minister sprawiedliwości Ołena Łukasz poinformowała, że jeśli protestujący nie wyjdą z budynku Ministerstwa Sprawiedliwości będzie wnioskowała do Rady Bezpieczeństwa Narodowego i Obrony, o rozpatrzenie wniosku o wprowadzenie stanu wyjątkowego w całym kraju
W nocy z 27 na 28 stycznia zmarł jeden z milicjantów rannych w czasie starć w Chersoniu.
28 stycznia w związku z sytuacją na Ukrainie Rada Najwyższa Ukrainy zebrała się na nadzwyczajnym posiedzeniu. Rano premier Mykoła Azarow podał się do dymisji, którą przyjął prezydent Janukowycz, jednocześnie polecił mu pełnienie dalej swej funkcji do czasu powołania nowego rządu. Parlament z kolei anulował tzw. ustawy dyktatorskie przyjęte 16 stycznia 2014 roku. Za unieważnieniem tych aktów prawnych głosowało 361 posłów w 450-osobowej Radzie Najwyższej.
29 stycznia na posiedzeniu Rady Najwyższej deputowany z Partii Regionów Wadym Kołesniczenko poruszył sprawę federalizacji Ukrainy. Na kijowskim Majdanie powołana została Gwardia Narodowa, w skład której weszła dotychczasowa samoobrona, kozacy, oraz Prawy Sektor. Do gwardii mają być przyjmowani wszyscy chętni, którzy przysięgną, że będą służyć narodowi ukraińskiemu. Przez cały dzień parlament przygotowywał ustawę o amnestii ludzi biorących udział w demonstracjach. Opozycja żądała bezwarunkowej amnestii, Partia Regionów (partia prezydenta Janukowycza) zaś, była temu przeciwna, uzależniając amnestię od opuszczenia przez demonstrantów zajmowanych przez nich budynków rządowych (w Kijowie i w stolicach obwodów). Wieczorem parlament przegłosował projekt amnestii zgłoszony przez obóz rządzący. Za projektem ustawy Jurija Miroszniczenki (projekt prezydencki) głosowało 232 deputowanych. Opozycja, na znak protestu, nie zagłosowała.
30 stycznia odnaleziony został uprowadzony 22 stycznia przez nieznanych sprawców jeden z liderów kijowskiego Majdanu Dmytro Bułatow. Porywacze bili go, torturowali m.in. odcięli mu ucho. Sam Bułatow nie wie, kto stał za porwaniem, ale twierdzi, że sprawcy rozmawiali z rosyjskim akcentem. W Warszawie odbyła się demonstracja pod hasłem „Solidarni z Euromajdanem”. Manifestację zorganizowały: Amnesty International i Fundacja Otwarty Dialog przy wsparciu „Gazety Wyborczej”, „Krytyki Politycznej” i Projektu: Polska. Według organizatorów przybyło kilkaset osób.
31 stycznia opublikowano w ukraińskich mediach projekt rozporządzenia rządu zezwalającego na wykorzystywanie przez milicję m.in. rakietowych miotaczy ognia „Trzmiel” i „Trzmiel-M” (podpisanego przez premiera Mykołę Azarowa i p.o. szefa MSW Witalija Zacharczenkę).
W Polsce, 30 stycznia w Warszawie ogłoszono powstanie Komitetu Obywatelskiego Solidarności z Ukrainą (KOSzU).

### Luty 2014

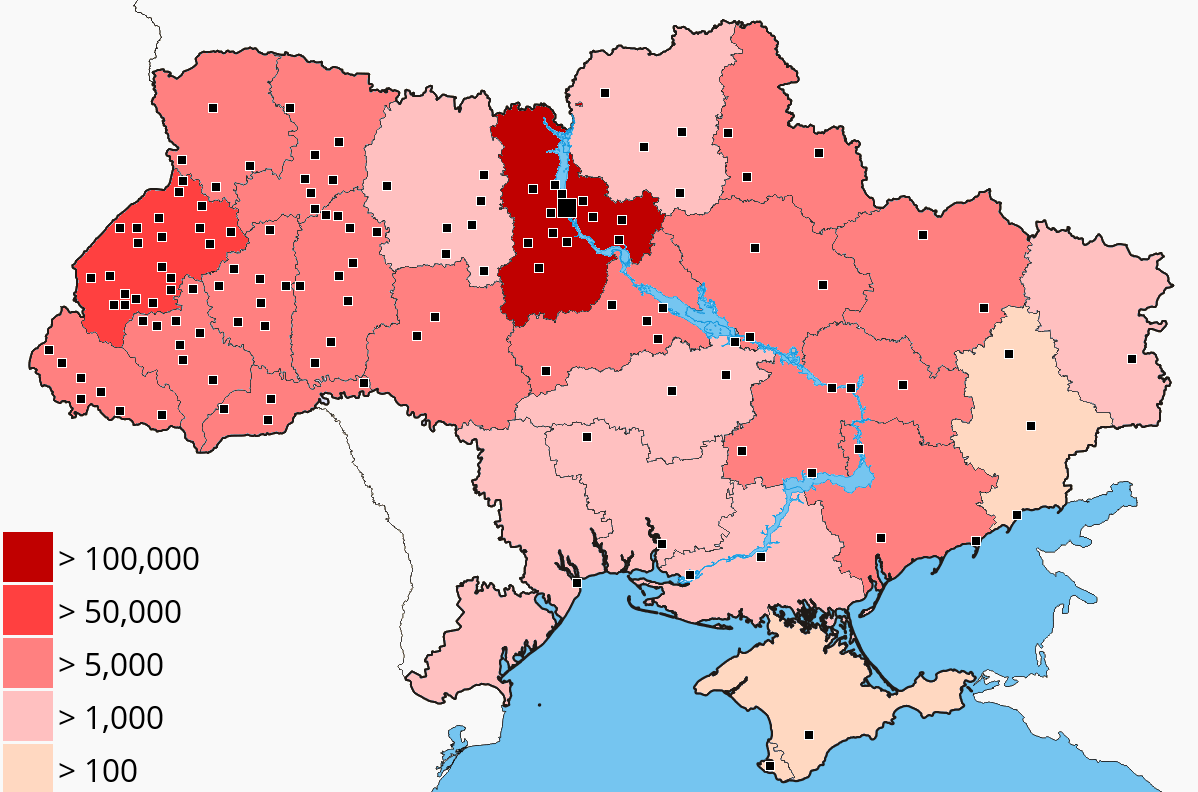
„Euromajdany” na terytorium Ukrainy (stan na 31.01.2014)

Rosyjskie i ukraińskie media prorządowe informowały o zdominowaniu Euromajdanu przez „faszystów”, „banderowców” oraz „nazistów”, równocześnie na użytek wewnętrzny podkreślając, że protesty są sterowane przez „Żydów” oraz fakt, że zaangażowane są w nie ruchy LGBT.
6 lutego nastąpił wybuch w sztabie protestujących w Kijowie, na skutek wybuchu 2 osoby zostały ranne.

## Skutki rewolucji

### Uchwały Rady Najwyższej pod kierownictwem Ołeksandra Turczynowa
W południe 23 lutego 2014 w parlamencie, przewodniczący Rady Najwyższej Ołeksandr Turczynow, został wybrany (285 głosami za) na stanowisko pełniącego obowiązki prezydenta Ukrainy. Został tym samym tymczasowym następcą Janukowycza. Ołeksandr Turczynow, wygłosił orędzie do narodu, w którym zapowiedział, że Ukraina powróci na drogę europejskiej integracji, a z Rosją będzie budować stosunki na zasadach dobrosąsiedzkich. Wspomniał również, że państwo znalazło się na krawędzi niewypłacalności. Zdymisjonowano szefa MSZ Łeonida Kożarę, ministra oświaty Dmytra Tabacznyka, minister zdrowia Raisę Bohatyriową oraz ministra obrony Pawła Lebiediewa.
23 lutego 2014 pełniący obowiązki szefa MSW Arsen Awakow, poinformował w parlamencie, że minister dochodów i podatków Ołeksandr Kłymenko i były prokurator generalny Wiktor Pszonka zostali zatrzymani przez służby graniczne na lotnisku w Doniecku, jednak po strzelaninie jaka miała tam miejsce udało im się uciec. Nowy Prokurator Generalny Ukrainy Ołeh Machnicki, tego samego dnia wydał nakaz ich zatrzymania.
24 lutego 2014 po południu Rada Najwyższa nadała zabitym rewolucjonistom tytuł Bohatera Ukrainy. Mianowano również nowych szefów Służby Bezpieczeństwa Ukrainy oraz prokuratury generalnej. Stanowiska te zajęli odpowiednio Wałentyn Naływajczenko i Jurij Machnycki. Ponadto zawieszono sędziów Trybunału Konstytucyjnego. Na stanowisko nowego prezesa Narodowego Banku Ukrainy powołano Stepana Kubiwa, deputowanego partii Batkiwszczyna, jednego z komendantów Majdanu.
Tego samego dnia p.o. ministra finansów Jurij Kołobow poinformował, że Ukraina potrzebuje 35 mld dolarów pomocy makrofinansowej na lata 2014–2015. Władze w Kijowie zwróciły się do partnerów zagranicznych, m.in. Polski, Stanów Zjednoczonych i Unii Europejskiej o udzielenie kredytu. Rzecznik Komisji Europejskiej Olivier Bailly oświadczył, że Unia Europejska jest gotowa udzielić wsparcia Ukrainie pod warunkiem reform; pomoc finansową ogłosił również premier Donald Tusk, który stwierdził, że Polska jest gotowa udzielić kilku miliardów pożyczki pod warunkiem, że na Ukrainie zostanie powołany stabilny rząd oraz zostaną określone konkretne cele, na które miałyby zostać przeznaczone pieniądze. Natomiast rosyjski minister ds. rozwoju gospodarczego Aleksiej Uljukajew zagroził podniesieniem ceł importowych, jeśli Ukraina podpisze umowę stowarzyszeniową z UE.
25 lutego 2014 Rada Najwyższa przyjęła rezolucję o odpowiedzialności Janukowycza za śmierć ponad 100 cywilów. Parlament opowiedział się także za postawieniem go przed Międzynarodowym Trybunałem Karnym. Uchwalono również rezolucje m.in. o uwolnieniu więźniów politycznych. Tymczasem na Krymie, gdzie przeważały separatystyczne nastroje, wybuchły protesty przeciwko nowym władzom Ukrainy. Tego samego dnia Arsen Awakow wydał rozkaz nr 144 o rozwiązaniu formacji Berkut. Następnego dnia w Sewastopolu utworzono nową formację Berkutu, która odpowiedzialna była za „utrzymywanie porządku publicznego”. Władze Sewastopola zaproponowały również przyznanie azylu byłym funkcjonariuszom Berkutu.

### Usuwanie symboli komunizmu
Jednym z symboli rewolucji na Ukrainie w 2014 stało się masowe obalanie pomników Lenina:
- 21 lutego: w Połtawie, Czernihowie, Zasławiu, Wołoczysku, Maniewiczach, Nowowołyńsku, Niemirowie, Białej Cerkwi, Humaniu, Hajsynie, Starokonstantynowie, Obuchowie, Ilińcach, Tulczynie, Żytomierzu, Watutine, Tomaszpolu, Żaszkowie, Żowninie, Wołoczyskaach, Kalinówce, Komsomolskim, Chmielnickim, Pryłukach, Korsuniu, Lubarze i Bojarce.
- 22 lutego: w Dniepropietrowsku, Kijowie (drugi pomnik w tym mieście), Mikołajowie, Chersoniu, Hadziaczu, Perejasławiu Chmielnickim, Berdyczowie, Ułanowie, Sawraniu, Mańkowcach, Kaniowie, Satanowie, Teofipolu, Sumach, Aleksandrii, Wołoczysce, Łubniach, Cudnowie, Tepłyku, Korosteniu, Nikopolu, Krzywym Rogu, Czerwonoarmijsku, Wołodarsku Wołyńskim, Złotonoszy, Żmerynce Konotopie, Romanowie, Łysiance, Kahorliku, Stawiszczu, Apostołowie, Menie, Bohusławiu, Kozielcu, Osterze, Malinie, Kuryłowcach Murowanych, Warwie, Hajworonie, Bałabino, Wielkiej Głuszy, Borznie, Dobrowieliczkiwce, Rzyszczowie, Pomicznie, Bachmaczu, Kopaczówce, Szarogrodzie i Nowej Uszycy.
- 23 lutego: w Radomyślu, Białogrodzie nad Dniestrem, Nowoukraince, Kotelwie, Małej Wysce, Pikowie, Kotelwie, Basztance, Nowej Kachowce, Krzyżopolu, Popielni, Królewcu, Caryczance, Hulajpolu, Trościańcu, Nosówce, Krasnopolu, Achtyrce, Lisiczańsku, Obodówce, Woznesenśku, Switłowodsku, Buryniu, Ciurupińsku, Wińkowcach, Nowych Senżarach, Nowej Odessie i wsi Priwitne na Krymie. W Odessie pomnikowi Lenina oderwano głowę.
- 24 lutego: w Kilii, Karliwce, Werchniodniprowśku, Łochwicy, Chorole, Nowoworoncowce, Czopie, Starej Sieniawie, Dobrowodach, Pierwomajsku, Pierwomajskoje, Magdaliniwce i Krzemieńczuku. W miejscowości Zuja na Krymie uczniowie obalili pomnik Lenina[152].

25 lutego: w Pawłohradzie, Kachowce, Nowomyrhorodzie, Łysowodach, Białopolu, Mangańcu, Nowopile i Szulgince.
26 lutego: w Dołyńskiej, Dniepropietrowsku, Semeniwce, Czornobajiwce, Nesterowcach, Pietrowem w obwodzie kirowhradzkim i Hubniku.
27 lutego w Żółtych Wodach i Kijowie.
Poza tym podczas Euromajdanu usunięto pomniki Lenina w: Głobino, Kobielakach, Łuczyńcu, Myrhorodzie, Czemerowcach, Dykańce, Babance Mańkówce, Anańjiwie, Frunzewce, Szpole, Sribnem, Krasiłowie, Chrystynówce, Pyriatynie, Kagarłyku, Monastyryszu. 27 czerwca obalono pomnik Lenina w Krasnoarmijśku, 21 lipca w Orłówce, 28 lipca w Magnuszu w obwodzie donieckim.
25 lutego 2014 z dachu parlamentu w Kijowie zrzucono sowiecką gwiazdę.

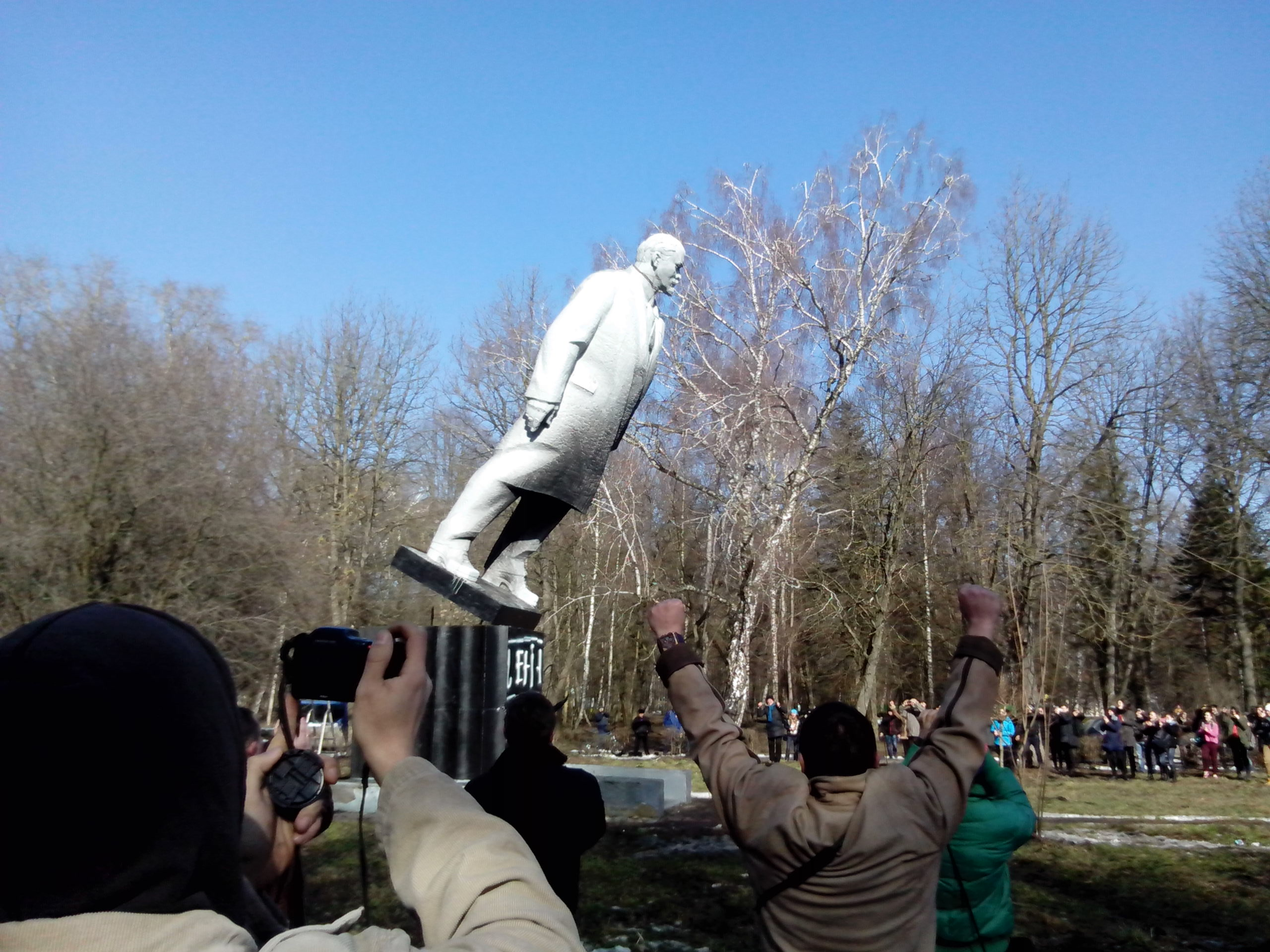
Upadek pomnika w Chmielnickim
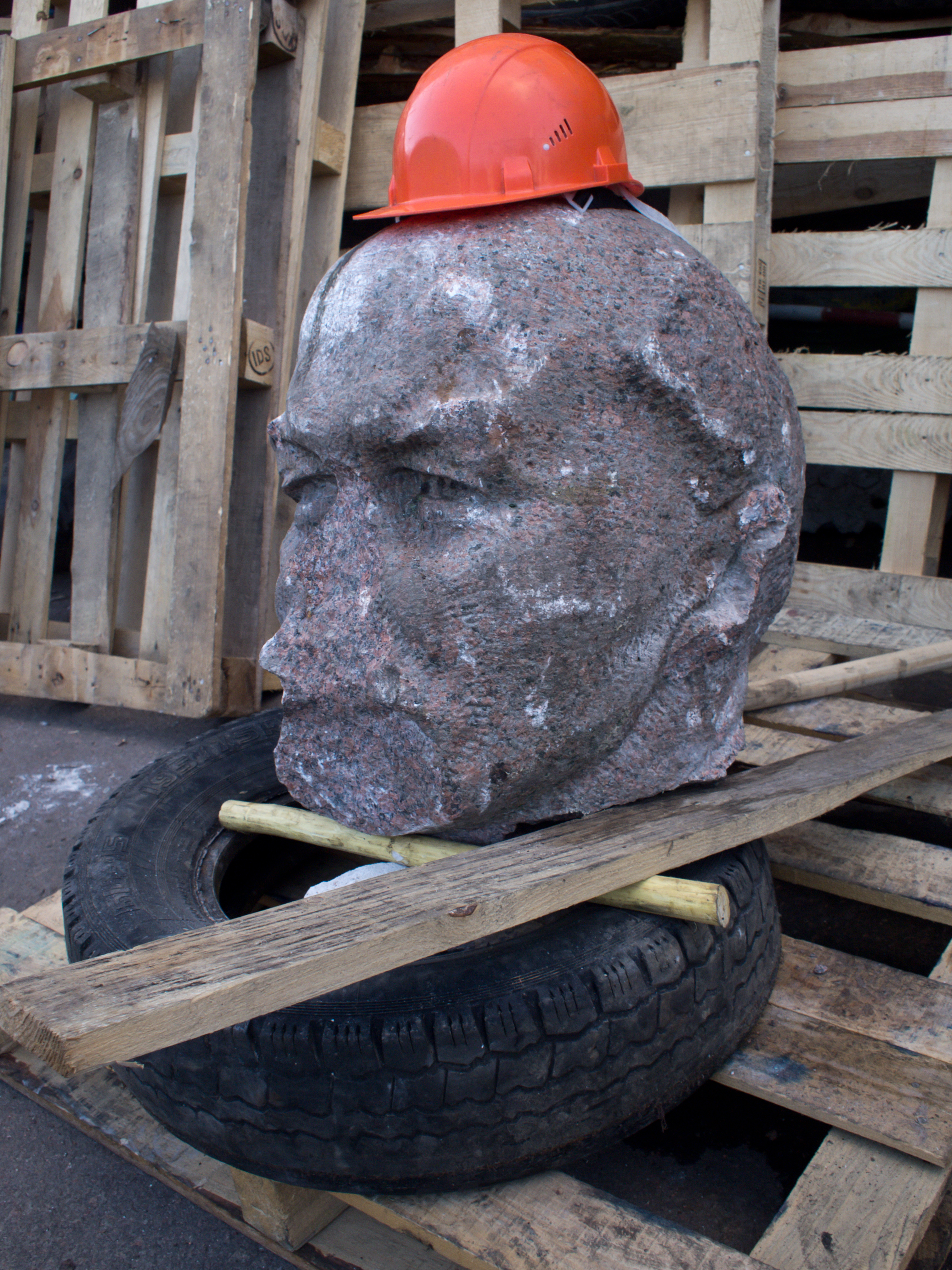
Zniszczony pomnik w Żytomierzu
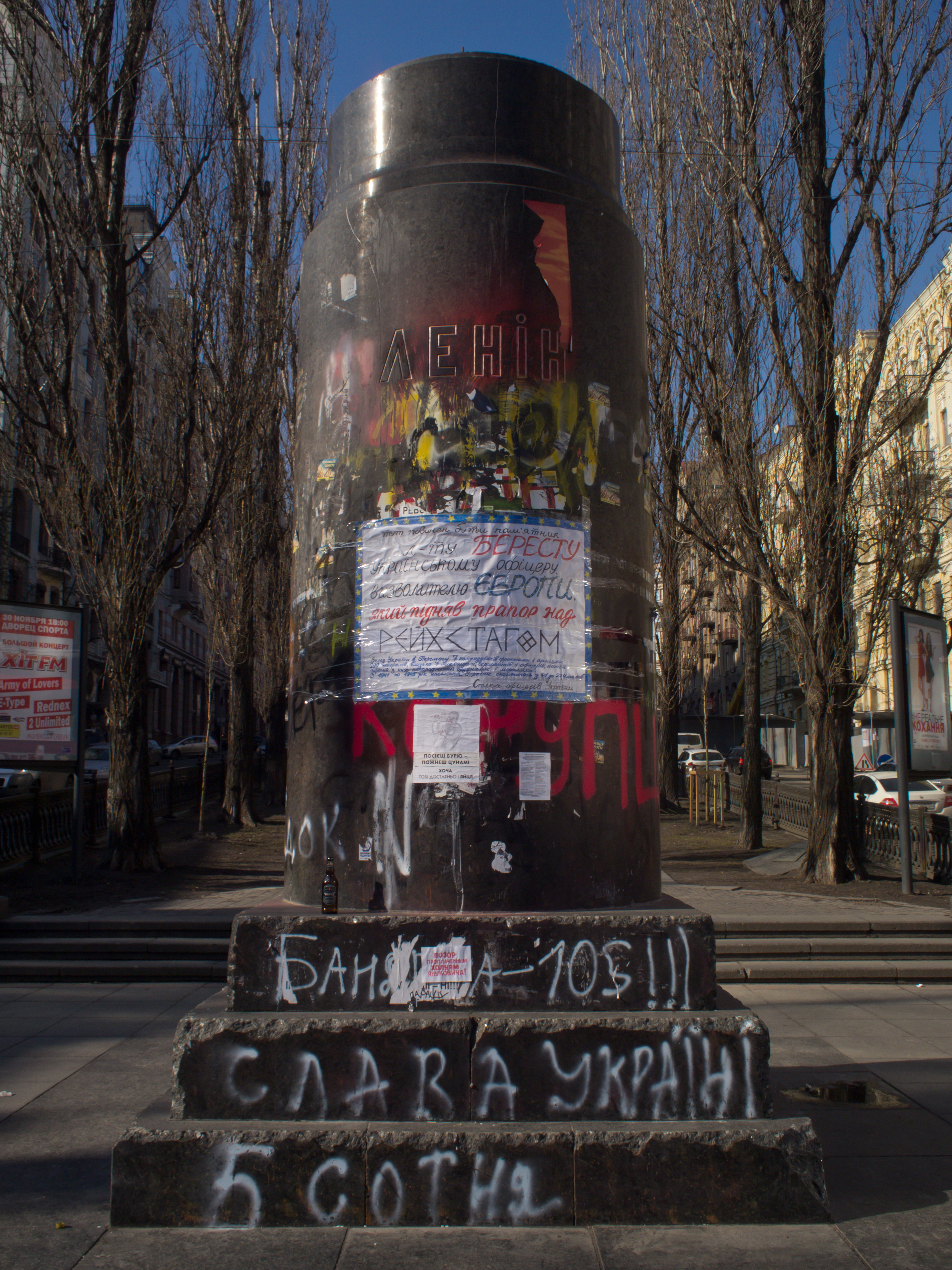
Pozostałości pomnika w Kijowie

### Powołanie gabinetu Arsenija Jaceniuka
26 lutego 2014, po godz. 20:00 na głównej scenie Majdanu w Kijowie ogłoszono kandydaturę Arsenija Jaceniuka na stanowisko premiera kraju oraz przedstawiono skład jego gabinetu. Na wicepremierów zgłoszono Borysa Tarasiuka oraz Olhę Bohomołeć. Tekę ministra spraw zagranicznych powierzono Andrijowi Deszczycy. Torturowany w trakcie protestów w styczniu 2014, jeden z liderów Automajdanu Dmytro Bułatow został powołany na stanowisko ministerstwa młodzieży i sportu. Tekę szefa MSW powierzono Arsenowi Awakowowi, który już pełnił obowiązki ministra. Komendant Majdanu, Andrij Parubij, został kandydatem na szefa rady Bezpieczeństwa.
Rząd Jaceniuka został zaprzysiężony przez Radę Najwyższą 27 lutego 2014 (za było 371 posłów w 450-osobowej Radzie). Wcześniej powołano również koalicję parlamentarną o nazwie „Ukraiński Wybór” do której zdecydowało się wejść 250 deputowanych.

## Separatyzm na terenie Ukrainy

### Aneksja Krymu przez Federację Rosyjską
Zwycięstwo rewolucji Euromajdanu spowodowało wzrost tendencji separatystycznych na Krymie, na którym większość mieszkańców stanowią Rosjanie. Region ten od początku niepodległości Ukrainy miał zarówno formalną, jak i faktyczną autonomię od reszty państwa. Gdy więc doszło do zmiany reżimu władzy na Ukrainie, odsunięcia od władzy popularnych na Krymie Partii Regionów i prezydenta Janukowycza, mieszkańcy półwyspu rozpoczęli protesty przeciw nowej władzy w Kijowie oraz manifestacje deklarujące przyjaźń z Rosją.

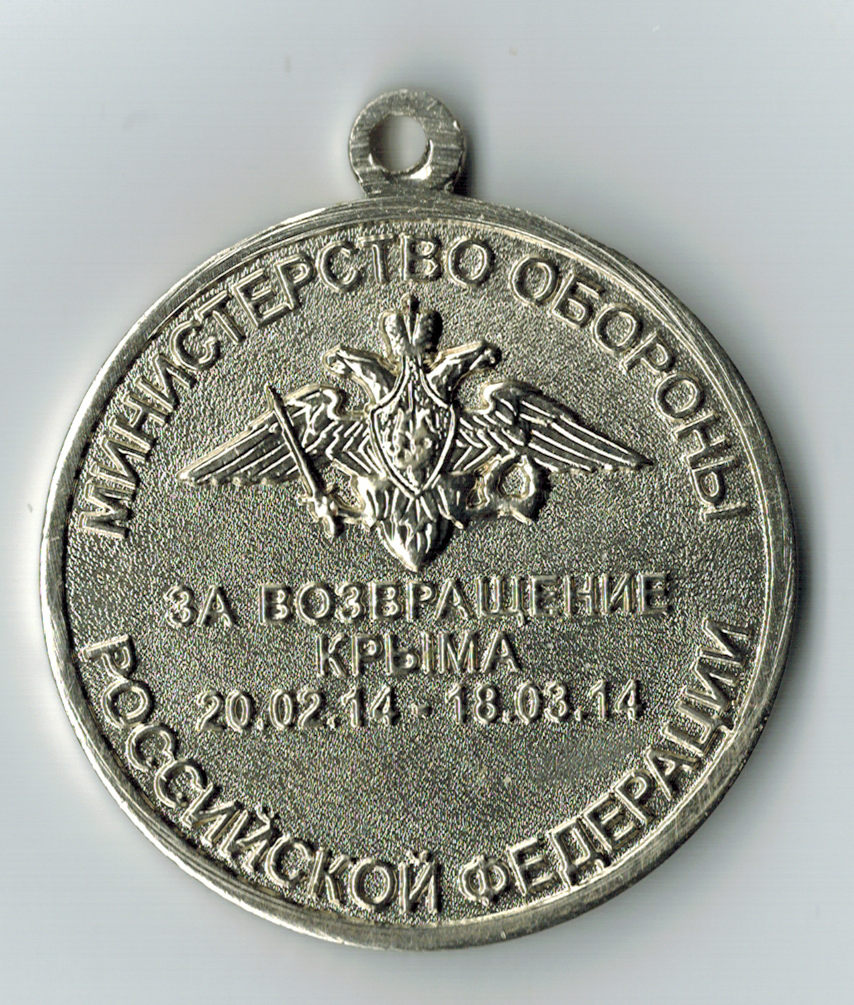
Medal Ministerstwa Obrony Federacji Rosyjskiej „Za powrót Krymu, 20 lutego 2014 – 18 marca 2014”

Separatystyczne nastroje ujawniły się podczas demonstracji w Kerczu i Sewastopolu. W pierwszym z tych miast przed budynkiem władz miejskich ściągnięto flagę ukraińską, a wywieszono flagę rosyjską. Wadym Kołesniczenko, deputowany rządzącej do niedawna Partii Regionów obalonego prezydenta Wiktora Janukowycza stwierdził, że Sewastopol będzie się zbroił i bronił przed „faszystami” jak według niego nazywa się nowe władze ukraińskie.

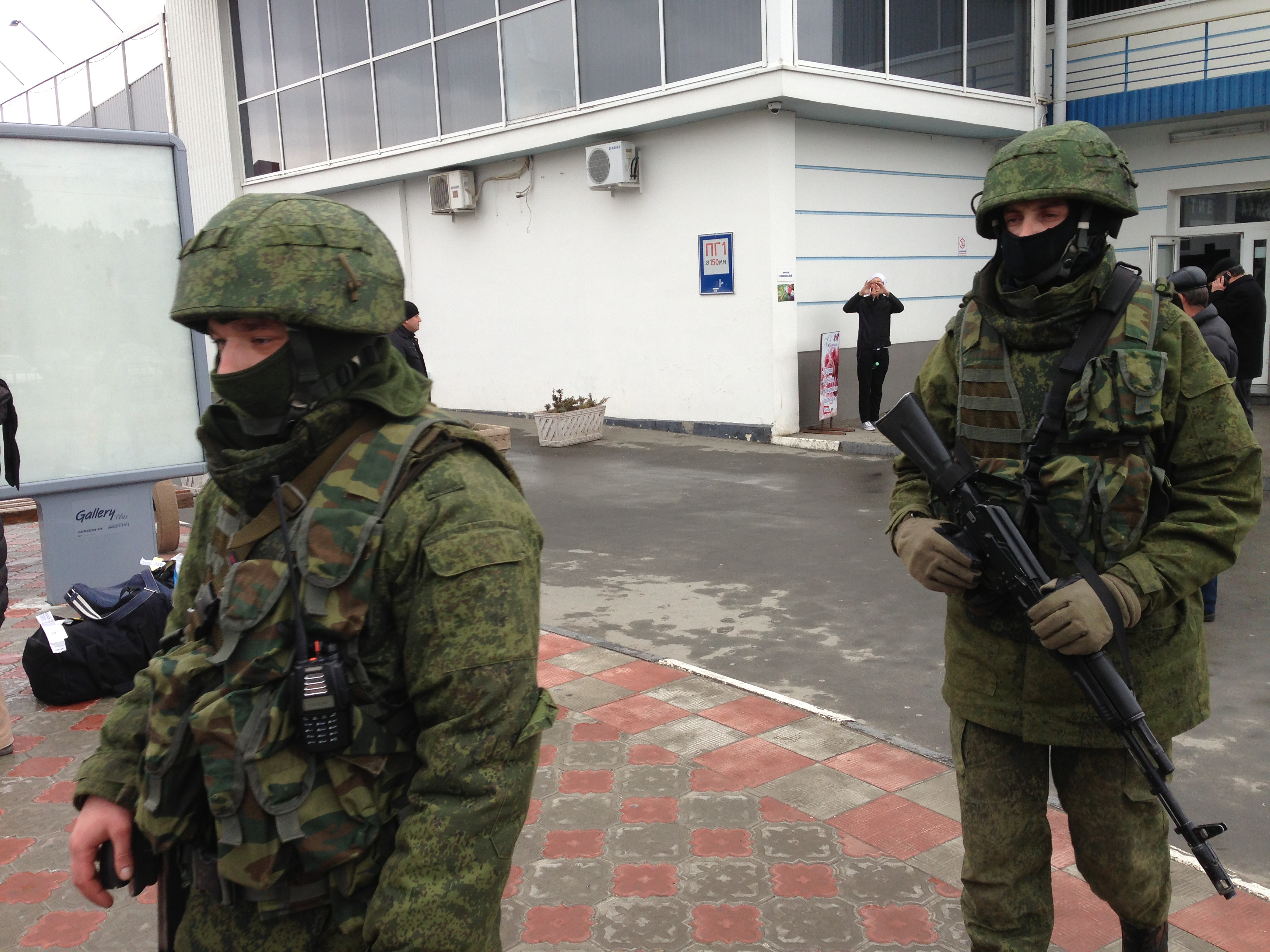
Rosyjscy żołnierze bez dystynkcji (tzw. zielone ludziki) na lotnisku w Symferopolu (28 lutego 2014)

Możliwa groźba destabilizacji sytuacji na Krymie spowodowała, że stacjonująca w Sewastopolu, rosyjska Flota Czarnomorska, została 25 lutego 2014 postawiona w stan podwyższonej gotowości bojowej. 26 lutego 2014, w Jałcie pojawili się rosyjscy żołnierze, a przed budynkiem krymskiego parlamentu w Symferopolu doszło do dwóch demonstracji, zarówno zwolenników, jak i przeciwników nowej władzy w Kijowie. W pierwszej demonstracji, manifestującej jedność Krymu z Ukrainą, przewodzili Tatarzy krymscy, ale także występowały w niej inne mniejszości narodowe żyjące na półwyspie.
W nocy z 26 na 27 lutego rosyjscy żołnierze bez dystynkcji (tzw. zielone ludziki) uzbrojeni w karabiny szturmowe i granatniki przeciwpancerne zajęli budynki parlamentu i rządu Republiki Autonomicznej Krymu w Symferopolu, po czym wywiesili na nich rosyjskie flagi. Napastnicy byli żołnierzami rosyjskich sił specjalnych, a rok później Władimir Putin wydał dekret o ustanowieniu 27 lutego świętem „sił operacji specjalnych” w Rosji. Zielone ludziki określali się jako „przedstawiciele samoobrony rosyjskojęzycznych obywateli Krymu”. Kilka godzin później Siergiej Aksionow (lider partii „Rosyjska Jedność”) w porozumieniu z napastnikami zaczął gromadzić kworum izby, po czym został ogłoszony „premierem” Republiki Autonomicznej Krymu. W czasie „nominacji” Aksionowa Rada Najwyższa Republiki Autonomicznej Krymu była wciąż zajęta przez rosyjskich żołnierzy.
Po opanowaniu parlamentu krymskiego, przegłosowano referendum dt. statusu Krymu. Plebiscyt został zaplanowany na 25 maja 2014, jednak następnie przesunięto go na 30 marca 2014.

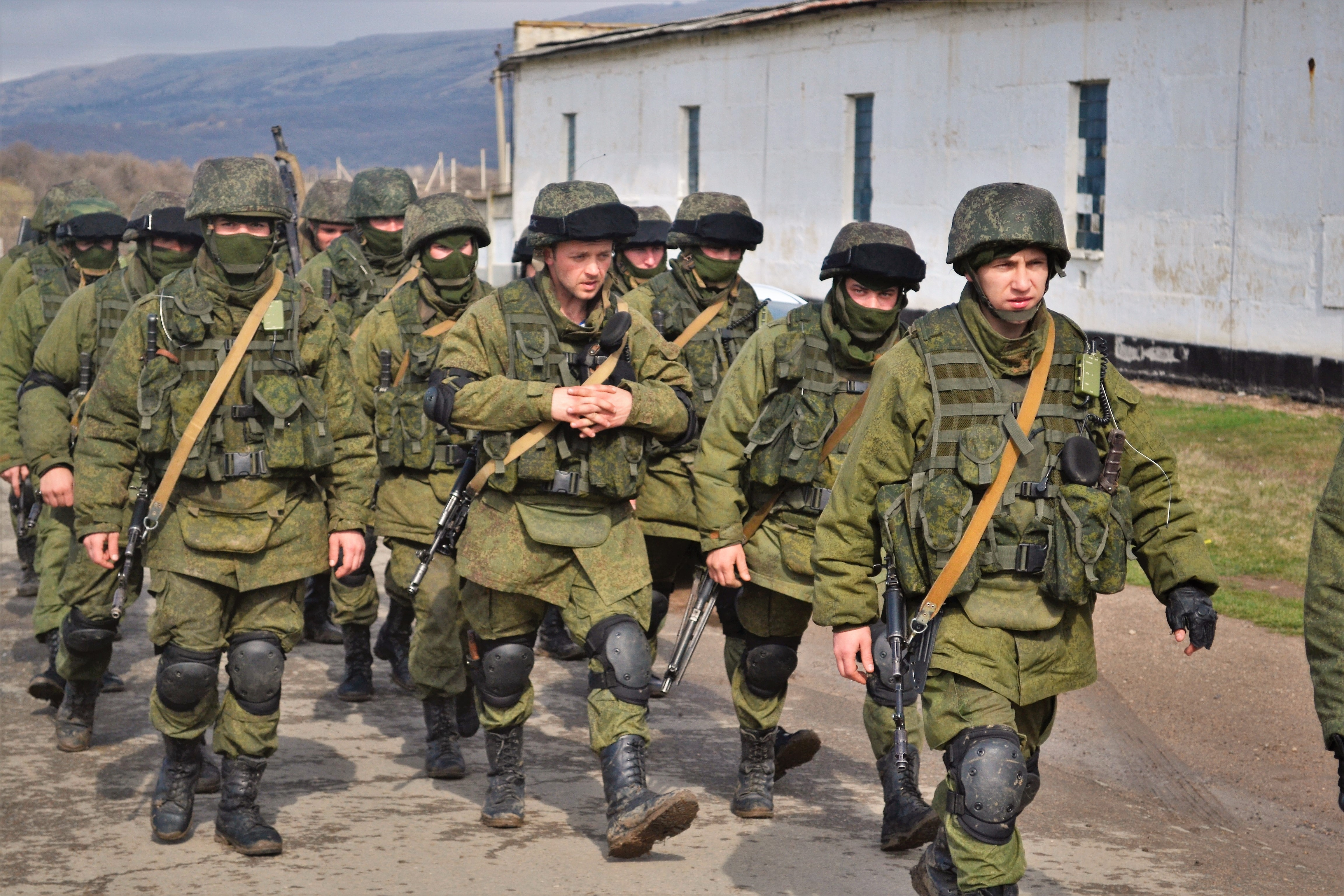
Rosyjscy żołnierze bez dystynkcji (tzw. zielone ludziki) przy ukraińskiej bazie wojskowej w Perewalne (9 marca 2014)

28 lutego 2014 rosyjscy żołnierze opanowali wojskowe lotnisko Belbek w Sewastopolu. Szef MSW Arsen Awakow ocenił, że to „zbrojna interwencja i okupacja”. Wcześniej, nad ranem, grupa uzbrojonych żołnierzy bez żadnych znaków rozpoznawczych na mundurach, opanowała Port lotniczy Symferopol. Napastnicy zajęli całe lotnisko oraz patrolowali teren wokół niego. Tego samego dnia na Krymie zauważono rosyjskie śmigłowce wojskowe. 1 marca 2014 Władimir Putin zażądał od Rady Federacji zgody na wysłanie wojsk na Ukrainę. Rada Federacji, jednogłośnie przyjęła wniosek prezydenta w sprawie wydania zgody na użycie rosyjskich sił zbrojnych na terytorium Ukrainy.

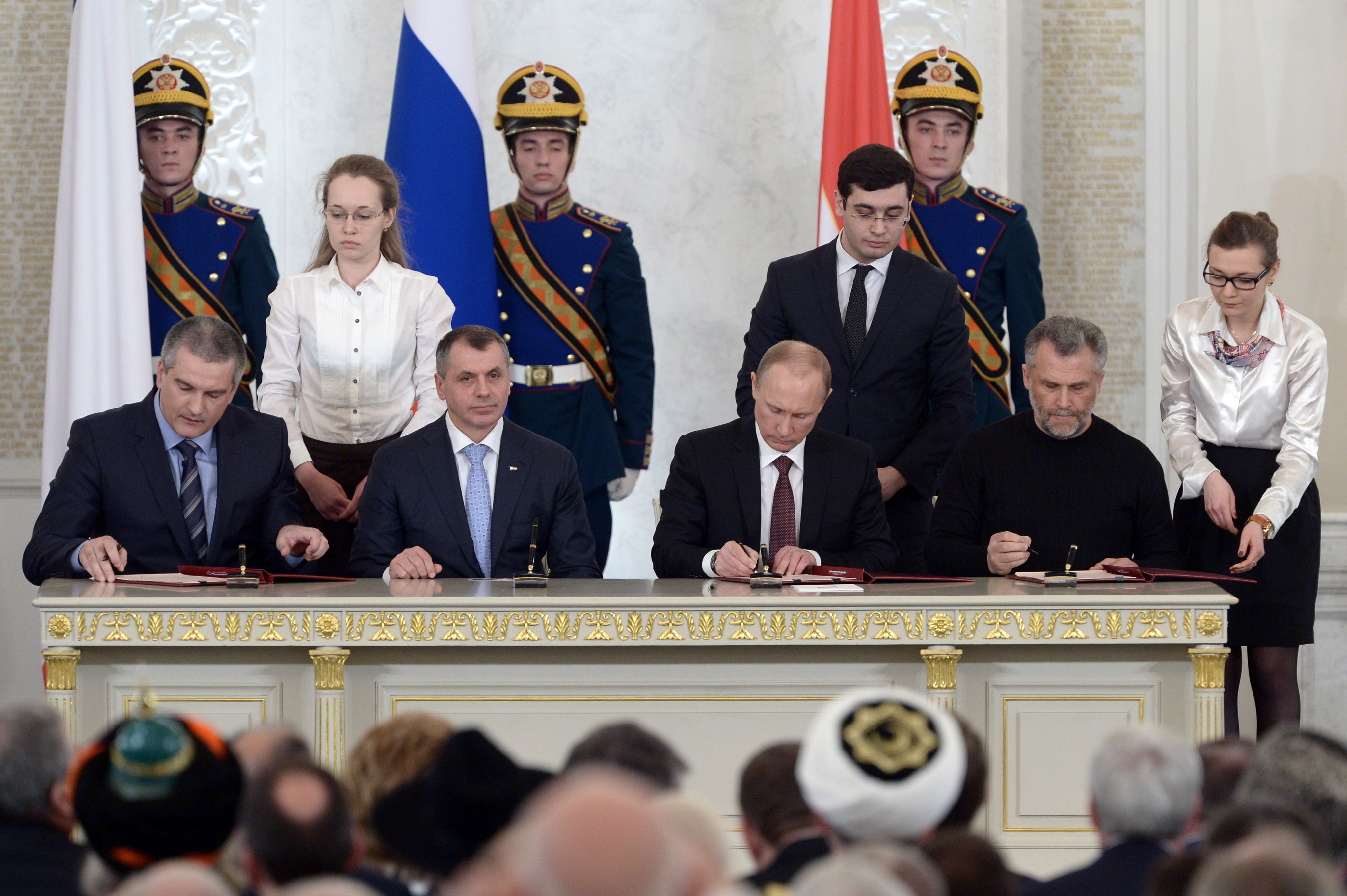
Władimir Putin, Władimir Konstantinow, Siergiej Aksionow i Aleksiej Czałyj podpisują traktat o włączeniu Krymu i Sewastopola do Rosji, 18 marca 2014

11 marca 2014 połączone zgromadzenie radnych Rady Najwyższej Republiki Autonomicznej Krymu i Rady Miejskiej Sewastopola przyjęło deklarację niepodległości Republiki Krymu. W deklaracji powołano się wprost na przypadek Kosowa i wyrok z 22 lipca 2010, w którym Międzynarodowy Trybunał Sprawiedliwości uznał, że jednostronna deklaracja niepodległości Kosowa nie narusza prawa międzynarodowego. 16 marca 2014 na Krymie odbyło się referendum dotyczące statusu Republiki Autonomicznej Krymu. Według kwestionowanych danych, podawanych przez organizatorów głosowania, za przyłączeniem Krymu z Sewastopolem do Rosji zagłosowało 96,57% uczestników przy frekwencji 84%. W związku z tym 17 marca 2014 Rada Najwyższa Republiki Autonomicznej Krymu przyjęła postanowienie o niepodległości Krymu. Suwerenność Republiki jeszcze tego samego dnia uznała Rosja, w efekcie czego dzień później podpisano umowę między Rosją a Republiką Krymu i miastem wydzielonym Sewastopol o włączeniu Krymu do Rosji jako nowe podmioty federacji. Umowa ta weszła w życie z dniem ratyfikacji, co nastąpiło 21 marca 2014, po złożeniu podpisów przez prezydenta Federacji Rosyjskiej Władimira Putina, przewodniczącego Rady Najwyższej Władimira Konsantionowa, premiera Republiki Krymu Siergieja Aksionowa oraz mera Sewastopola Aleksieja Czałyja.

### Agresja militarna Rosji na południowo-wschodniej Ukrainie

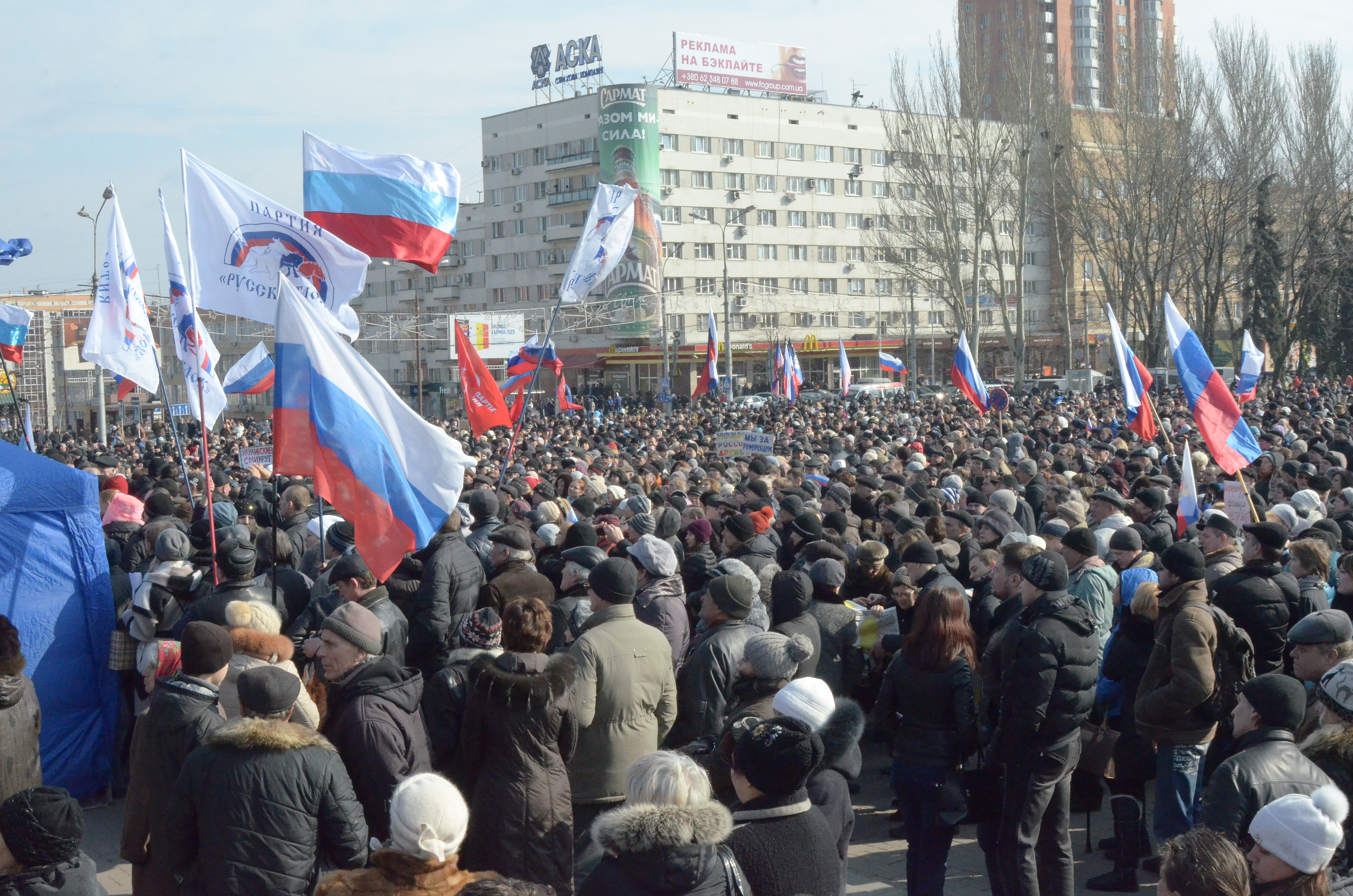
Prorosyjska demonstracja w Doniecku, 8 marca 2014

W kwietniu 2014 Federacja Rosyjska zaatakowała Ukrainę prowadząc na jej południowo-wschodnich terenach wojnę hybrydową przy wykorzystaniu własnych jednostek wojskowych i kontrolowanych przez Moskwę jednostek separatystycznych. 6 kwietnia 2014 proklamowano samozwańczą tzw. „Doniecką Republikę Ludową” oraz 27 kwietnia 2014 samozwańczą „Ługańską Republikę Ludową”. Bezpośrednie działania zbrojne są prowadzone przez Rosję głównie w obwodzie donieckim i ługańskim. Z uwagi na specyfikę wojny hybrydowej, czyli używanie przez Rosję siły militarnej bez przyznawania się do tego faktu, oficjalna rosyjska propaganda przedstawia ją jako „zbrojne wystąpienie prorosyjskich separatystów” na wschodzie Ukrainy. Równocześnie Rosja oprócz bezpośredniej agresji militarnej prowadzi na szeroką skalę inne działania będące elementami agresji hybrydowej na Ukrainę, jak wojna informacyjna (propaganda), kulturowa i historyczna.
Rosyjska agresja hybrydowa na Ukrainę została poprzedzona aneksją Krymu przez Rosję w okresie luty – marzec 2014, która nastąpiła po protestach Euromajdanu. W reakcji na rosyjski atak Siły Zbrojne Ukrainy uruchomiły operację antyterrorystyczną (ATO), której celem jest obrona przed rosyjską agresją hybrydową.

## Polityka zagraniczna
24 marca minister spraw zagranicznych Rosji Siergiej Ławrow spotkał się w Hadze z ministrem spraw zagranicznych Ukrainy Andrijem Deszczycia. Podczas spotkania Ławrow zasugerował, że Rosja nie widzi innej możliwości rozwiązania konfliktu jak federalizacja Ukrainy, czyli „aby każdy region miał możliwość bezpośredniego wyboru swoich władz, ustawodawstwa i gubernatorów, miał prawo zaspokajać swoje potrzeby, prawa swoich obywateli w zakresie gospodarki, finansów, kultury, sfery socjalnej i prawa do kontaktów z regionami państw sąsiednich, czy to Polski, Litwy czy Federacji Rosyjskiej”. W odpowiedzi premier Ukrainy Arsenij Jaceniuk zasugerował, by język ukraiński stał się drugim językiem urzędowym w Rosji oraz by Rosja zmieniła ustrój na konfederacyjny i wprowadziła 5-10 nowych języków urzędowych.

## Polityka wewnętrzna
3 marca prokuratura Ukrainy poinformowała o zatrzymaniu kilkunastu funkcjonariuszy oddziałów specjalnych Berkutu, którzy są podejrzani o użycie karabinów snajperskich Simonowa wobec protestujących od 18 do 20 lutego. Według prokuratury działali oni na podstawie rozkazu wydanego przez administrację prezydenta Janukowycza i prowadzili ostrzał z dachu hotelu „Ukraina”.
W końcowej fazie trwania zimowych igrzysk olimpijskich 2014 w rosyjskim mieście Soczi (7–23 lutego 2014) część sportowców ukraińskiej ekipy narodowej zdecydowała się opuścić imprezę, co miało być wyrazem solidarności z protestującymi rodakami w kraju.
3 marca 2014 władze ukraińskiego klubu siatkarskiego Łokomotyw Charków, od 2011 występującego w rosyjskich rozgrywkach Superligi, podjęły decyzję o wycofaniu drużyny z ligi w sezonie 2013/2014 z powodu aktualnej sytuacji politycznej na Ukrainie.
15 marca 2014 władze rosyjskich rozgrywek hokejowych KHL w trakcie sezonu 2013/2014 podjęły decyzję, że ukraiński uczestnik tej ligi, Donbas Donieck, nie może rozegrać siódmego meczu pierwszej rundy fazy play-off 17 marca 2014 przeciwko łotewskiej drużynie Dinamo Ryga na swoim obiekcie w Doniecku „z powodu eskalacji przemocy i naruszeń porządku publicznego”, w związku z czym wyznaczono neutralne miejsce rozegrania spotkania w stolicy Słowacji, Bratysławie. Później z tych samych powodów władze ligi zastosowały analogiczne postanowienie wobec klubu w kolejnej fazie rozgrywek. 19 czerwca 2014 władze ligi KHL podjęły decyzję o wykluczeniu drużyny Donbasu z rozgrywek w sezonie 2014/2015 z powodu sytuacji na Ukrainie, w tym w Doniecku.
Pod koniec kwietnia 2014 w związku z sytuacją na wschodzie Ukrainy European Athletics zdecydowało się, że zaplanowany na 5 i 6 lipca puchar Europy w wielobojach lekkoatletycznych (I i II liga) zamiast w Doniecku odbędzie się w miejscowości Ribeira Brava na Maderze (Portugalia).

## Odznaczenia i nagrody
- Nagroda Lecha Wałęsy (2014[a])[199]